# Stazione di Bonferraro
La stazione di Bonferraro è una fermata ferroviaria posta sulla linea Mantova-Monselice. Serve il centro abitato di Bonferraro, frazione del comune di Sorgà.

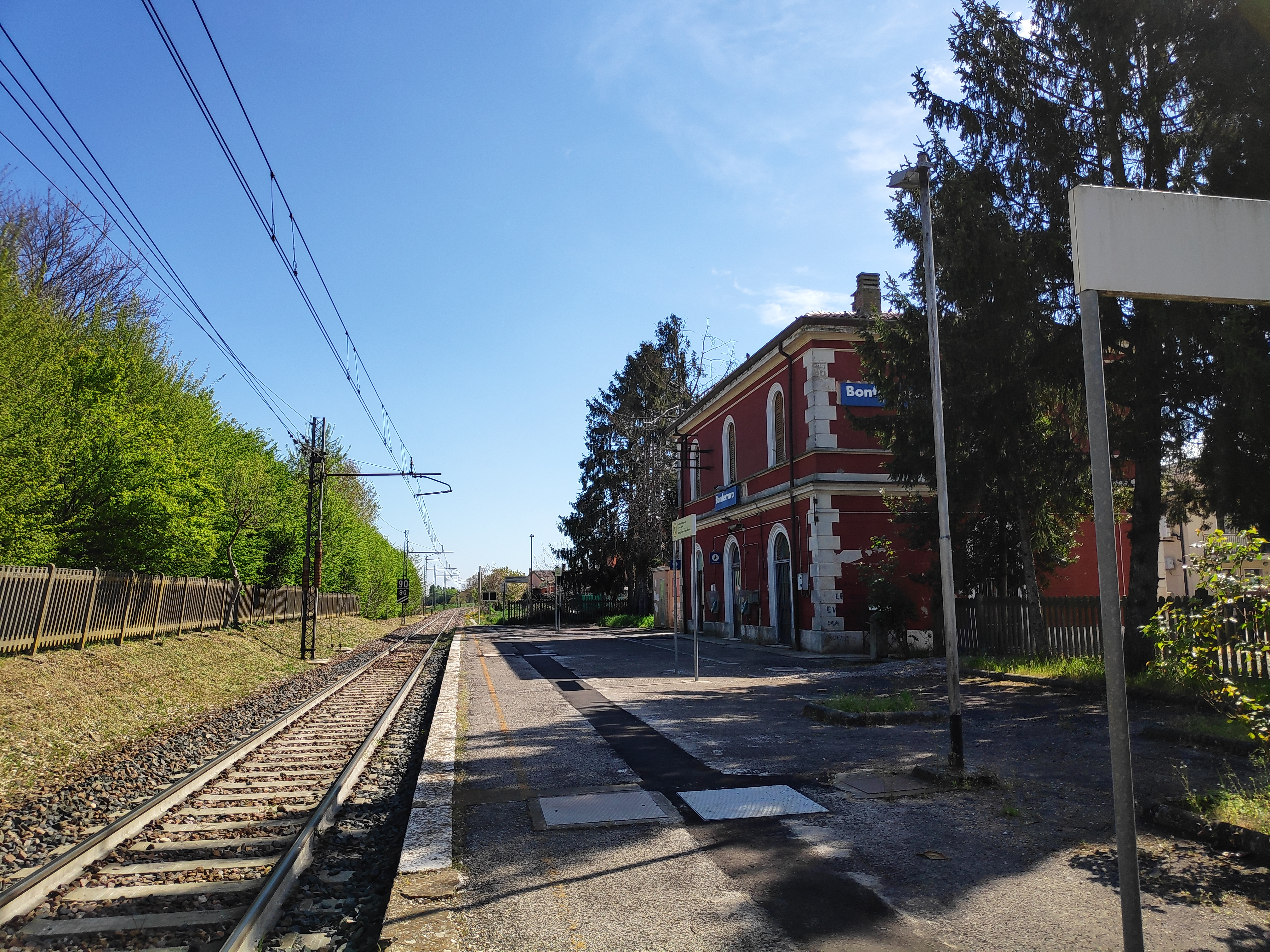
Stazione, vista dal binario 1, in direzione Monselice